# Ian Graham
Ian Graham (1923 - 2017) fou un explorador i maianista britànic les recerques del qual en els jaciments arqueològics maies precolombins a Belize, Guatemala i Mèxic, van coadjuvar a l'establiment del Cos de les Inscripcions Jeroglífiques maies, document important per a la comprensió de l'escriptura maia, publicat pel Museu Peabody d'Arqueologia i Etnologia de la Universitat Harvard. Entre altres obres, Graham ha escrit una biografia d'un connotat antecessor seu en l'estudi de les qüestions maies: l'explorador del segle xix, també britànic, Alfred Maudslay.

## Dades biogràfiques
Ian Graham va néixer el 1923 en Campsea Ashe, un poble del comtat de East Anglia, en Suffolk, Anglaterra. Va assistir al Trinity College a Oxford on va estudiar física. Els seus estudis van haver de suspendre's en allistar-se en l'Armada britànica en la qual va servir durant la segona guerra mundial. Va poder continuar els seus estudis després de la guerra, fent-ho en el Trinity College de Dublín, Irlanda, on es va graduar el 1951.

## Obra
- (en anglès) Graham, Ian, Alfred Maudslay and the Maya: A Biography. Norman: University of Oklahoma Press 2003.

## Reconeixements
- Va rebre la Orden del Pop del Museu Popol Vuh, Universitat Francisco Marroquín, de Guatemala.[4]